# Monte Fosco
Il monte Fosco è una montagna dell'Appennino Tosco-Emiliano alta 1.683 metri sul livello del mare, situata al confine tra Emilia e Toscana, tra i comuni di Corniglio, in provincia di Parma, e di Pontremoli, in provincia di Massa-Carrara, in Lunigiana. Il lato parmense è situato nell'ambito del territorio del parco nazionale dell'Appennino Tosco-Emiliano.

## La montagna e i percorsi
Provenendo da sud il monte Fosco è oscurato dal complesso del Monte Orsaro (1.831 m), nettamente più elevato e visibile, e nonostante questo punto di riferimento per individuare varie montagne ubicate intorno ad esso.
Da nord invece la montagna perde visibilità per la particolare conformazione di tutto il crinale, risultando visibile dal Passo di Cirone (1.255 m)
Il monte Fosco svetta sui Ronchi di Luciano a 1.476 m, luogo intermedio nel cammino verso i Lagdei.
Sul lato lunigianese è visibile tutta la Valdantena (il cui nome si dice nasconda l'antica presenza del Sommo Vate) e l'alto percorso del fiume Magra che ha i propri natali dal monte Borgognone (1.401 m).